# Extensão (música)

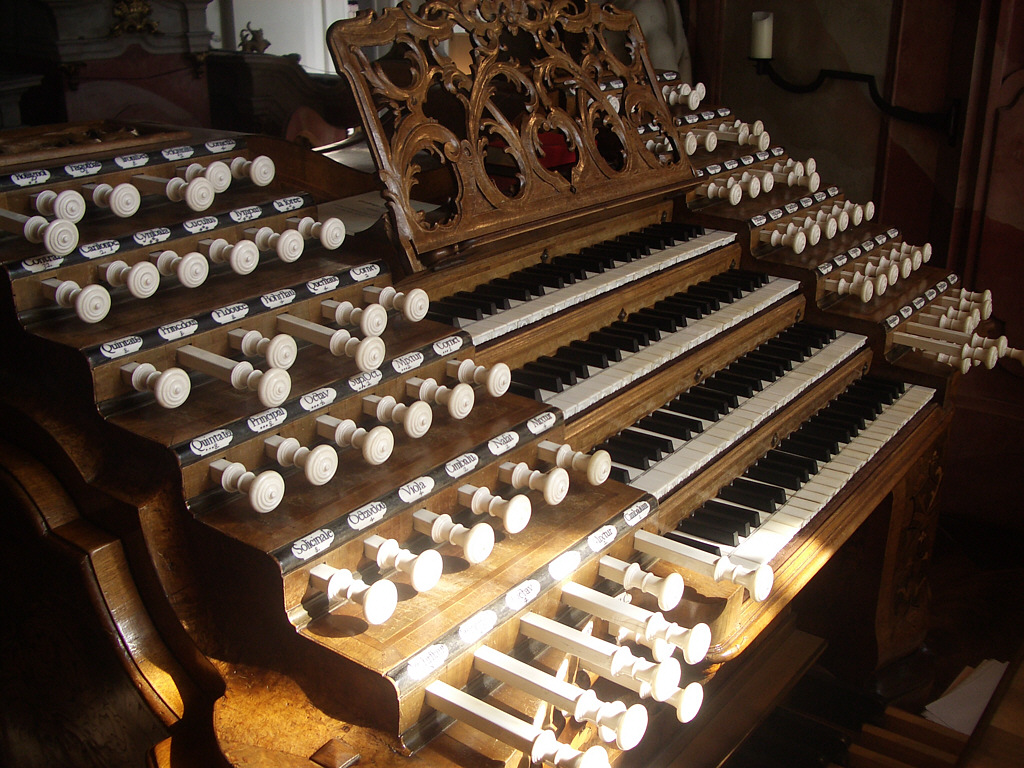
Um órgão, o instrumento de maior extensão

Em música, o termo extensão refere-se ao conjunto de todas as notas que um determinado instrumento musical ou uma voz é capaz de emitir, independente da qualidade produzida. O órgão é o instrumento com maior escala de sons e o de menor é o apito, com apenas uma nota.